# Volcán Rabaul
La Caldera de Rabaul o el Volcán Rabaul, es un gran volcán sobre la punta de la península de Gazelle en Nueva Bretaña, Papúa Nueva Guinea, y saca su nombre de la ciudad de Rabaul dentro de la caldera. La caldera tiene muchas subrajas, Tavurvur ser el más conocido por sus erupciones devastadoras sobre Rabaul. Los flancos externos del pico más alto, un volcán en escudo asimétrico de 688 metros de alto, son formados por depósitos de flujos piroclásticos gruesos. No hay ningún signo de un escudo a lo largo del borde del caldera, haciendo la posición probablemente debajo del agua, sobre el piso del caldera.
Tavurvur, un estratovolcán y un ventiladero de la caldera, es el volcán continuamente más visiblemente activa. En 1994, él y Vulcan (otro cono en las cercanías) estallaron y devastaron Rabaul; sin embargo, debido a la planificación de tal catástrofe, la gente del pueblo estaba preparada y solo cinco personas murieron. Una de las muertes fue causada por un rayo, una característica de las nubes de cenizas volcánicas.
En 1937, Vulcan y Tavurvur estallaron simultáneamente, matando a 507 personas. Este evento llevó a la fundación del Observatorio del Volcán Rabaul, que vigila muchos volcanes activos en Papúa Nueva Guinea. Una erupción durante varios días en marzo de 2008 liberó una nube de cenizas y vapor de agua que se desplazó hacia el noroeste sobre el mar de Bismarck.
Estudios científicos sugieren que Los fenómenos meteorológicos de 535-536 dc. o Pequeña Edad de Hielo de la Antigüedad Tardía (llamada por sus descubridores, en inglés, Late Antique Little Ice Age o LALIA) fueron provocados en primera instancia por una erupción o super-erupción volcánica de la caldera rabadul, misma que generó un invierno volcánico que duraría aproximadamente 20 años.